# 弗倫奇曼斯拜烏 (阿肯色州)
弗倫奇曼斯拜烏（英語：Frenchmans Bayou）是位於美國阿肯色州密西西比縣的一個非建制地區。該地的面積和人口皆未知。

## 地理
弗倫奇曼斯拜烏的座標為35°27′58″N 90°10′51″W / 35.46611°N 90.18083°W，而該地的平均海拔高度為66米（即217英尺）。